# نامه‌های عاشقانه یک راهبه پرتغالی
نامه‌های عاشقانه یک راهبه پرتغالی (آلمانی: Die Liebesbriefe einer portugesischen Nonne) یک فیلم آلمانی-سوئیسی به کارگردانی خسوس فرانکو است که در سال ۱۹۷۷ منتشر شد. از بازیگران این فیلم می‌توان به ویلیام برگر اشاره کرد.
داستان فیلم دربارهٔ دختری به نام ماریا در دوران تفتیش عقاید پرتغال است که کشیشی او را در حال معاشقه با پسری می‌بیند. کشیش به منظور توبه به او دستور می‌دهد که راهبه شود. ماریا در آن صومعه، مورد انواع شکنجه‌ها و تحقیرها توسط کشیش و مادر روحانی مافوق خود قرار می‌گیرد.